# Caio Crastino
Caio Crastino (em latim: Gaius Crastinus; c. 85 a.C.–48 a.C. (37 anos)) foi um soldado da Legio X Equestris de Júlio César durante as Guerras Gálicas. 

## História
Crastino havia se juntado à Legio VIII ou IX em 65 a.C. quando Pompeu as criou na Hispânia e foi transferido para a décima como um centurião júnior em 61 a.C., quando ela foi formada, escolhido por César. Depois de se juntar à sua nova legião, comandou uma centúria. Crastino lutou duranta toda a campanha gaulesa de César e estava presente na Batalha de Alésia, presenciando a rendição do líder gaulês Vercingetórix às forças da República Romana. No início da guerra, Crastino comandou sua unidade numa ação que evitou que os helvécios cruzassem um rio para atacar os romanos. César o considerava entre seus melhores soldados e o promoveu a primipilo da X Equestris. Este posto lhe deu excepcional prestígio, pois centuriões primipilos comandavam a primeira ("primus") e mais importante centúria de uma legião. Neste posto, Crastino também era mais sênior que todos os demais centuriões da legião e estava no topo da carreira disponível para qualquer soldado alistado.
Crastino morreu na Batalha de Farsalos (48 a.C.) depois de ter um papel vital num grupo de voluntários que abriu o ataque, de pouca esperança, contras as fileiras de Pompeu na ala direita de César. Como relatado pelo próprio em "De Bello Civili", Crastino incitou seus soldados dizendo "Sigam-me, velhos camaradas, e prestem ao seu general um verdadeiro serviço. Resta apenas esta batalha; quando ela tiver acabado, ele reconquistará sua dignidade e nós, nossa liberdade!" Ele se virou para César e acrescentou: "Hoje, general, conquistarei sua gratidão, morrendo ou vivendo!" Ele quase rompeu a linha inimiga antes de ser morto por um legionário inimigo que lhe enfiou um gládio na boca. Apiano relata que, depois da batalha, o próprio César afirmou estar me dívida com Crastino; ele atribuiu-lhe ritos heroicos e construiu-lhe um altar.
Ross Cowan, em sua monografia "Roman Battle Tactics 109 BC – AD 313" propõe a hipótese de que Crastino se ofereceu como sacrifício para os deuses do mundo subterrâneo para assegurar a vitória a César em um ritual chamado "Devotio". Neste ritual, um soldado romano se oferece para morrer em combate e entrega sua alma aos deuses das profundezas em troca da destruição do inimigo. O historiador italiano Luciano Canfora, em seu livro "Giulio Cesare. Il dittatore democratico", relaciona a figura de Crastino à de um comissário político, totalmente devotado ao partido de César a ponto de se voluntariar para uma missão suicida.